# Спящий лагерь
«Спящий лагерь» (англ. Sleepaway Camp, также «Лагерь вечных снов», «Сонный лагерь») — слэшер 1983 года, дебютная работа Роберта Хилцика, снятая по собственному сценарию. Хилцик так же выступил исполнительным продюсером. Фильм был выпущен в период расцвета жанра и известен своей неожиданной концовкой, которая является одной из самых шокирующих в истории кино. По мнению ряда изданий, фильм с момента своего выхода на экраны приобрёл культовый статус, также картина имеет три полноценных продолжения: «Спящий лагерь 2: Несчастные кемперы» (1988), «Спящий лагерь 3: Безлюдная территория» (1989), «Возвращение в спящий лагерь» (2008) и один неоконченный фильм «Спящий лагерь 4: Выживший» (1992).
Последнее появление на экране актёра Майка Келлина.

## Сюжет
В 1975 году Джон Бейкер и его партнёр Ленни берут детей Анджелу и Питера на лодочную прогулку недалеко от лагеря «Аравак». Анджела и Питер хотят разыграть отца, столкнув его в воду, в результате чего лодка переворачивается, и все трое оказываются за бортом. Они пытаются доплыть до берега, где их ждёт Ленни, но вожатые лагеря, которые катаются на лодке, не замечают семью и налетают на неё. Джон и Питер погибают.
Восемь лет спустя, в 1983 году, Анджела живёт со своей эксцентричной тётей, доктором Мартой Томас, и её сыном Рикки. Тётя Марта впервые посылает Анджелу в лагерь «Аравак» вместе с Рикки, который уже бывал там раньше. Интровертная натура Анджелы делает её мишенью для насмешек и издевательств, в основном со стороны её соседки по домику Джуди и их вожатой Мег. Другая вожатая Анджелы, Сьюзи, и главный вожатый лагеря Ронни делают всё, что могут, чтобы Анджелу никто не обижал.
Местный повар пытается склонить Анджелу к оральному сексу в кладовой кухни, но его застаёт Рикки, и они с Анджелой выбегают. Позже неизвестный человек вынуждает повара опрокинуть на себя кастрюлю с кипящей водой. Владелец лагеря Мел Костик считает, что это был несчастный случай.
Позже отдыхающие Кенни и Майк издеваются над Анджелой, к ним подходит Рикки с другом Полом и начинает драку с обидчиками. После Пол разговаривает с Анджелой, и у них завязывается дружба. Вечером неизвестный человек топит Кенни в озере. В лагерь приезжает полицейский Фрэнк, и Мел начинает настаивать на том, что смерть была случайностью, но у полицейского остаются сомнения. На следующий день Пол приглашает Анджелу вечером сходить вместе в клуб, и она соглашается. После в тот же день Билли и Майк бросают шарики с водой в Анджелу. После этого Билли уходит в туалет, и неизвестный человек забрасывает к нему в кабинку улей с пчёлами, заранее подперев дверцу. Билли умирает от многочисленных укусов. После этого Мел начинает думать, что в лагере появился убийца.
Вечером Пол и Анджела встречаются и целуются, но после того, как Пол начинает расстёгивать рубашку Анджелы, она вспоминает, как, будучи совсем ребёнком, вместе с братом видела в одной постели голых отца и Ленни. После этого она вырывается из рук Пола и убегает. На другой день Джуди соблазняет Пола, и Анджела застаёт их целующимися. Пол пытается объясниться с Анджелой на озере, но Джуди и Мег прогоняют его и бросают Анджелу в воду. После того, как Рикки спасает Анджелу, дети, играющие в песке на пляже, начинают бросаться в них песком. Рикки утешает Анджелу и клянётся отомстить её обидчикам.
Мег зарезали в душе, когда она готовилась к встрече с Мелом. Вечером рядом с клубом Пол встречает Анджелу и просит у неё прощения, она принимает его извинения и просит его встретиться с ней позже на пляже. В это время Мел находит тело Мег и уверяется в том, что убийцей является Рикки. Дети, которые бросали песок в Анджелу и Рикки, разбили лагерь в лесу вместе со своим вожатым Эдди. Двое детей замёрзли, и просят Эдди отвезти их обратно в лагерь. Когда он возвращается, то видит, что четверо оставшихся детей зарублены его топором. Вернувшись в лагерь, убийца входит в хижину Джуди и убивает её, вставляя горячие щипцы для завивки волос ей во влагалище и одновременно душа её подушкой. В лагере начинается паника. Думая, что Рикки — убийца, Мел избивает его. Но после этого настоящий убийца убивает его стрелой.
Приезжает Фрэнк, он вместе с вожатыми ищет пропавших детей. В это время Пол находится на пляже с Анджелой, которая предлагает им пойти купаться нагишом. Фрэнк обнаруживает Рикки без сознания, но живым. Ронни и Сьюзи находят Анджелу сидящей на пляже и напевающей успокаивающую мелодию, Пол лежит рядом с ней, положив голову на колени Анджеле, а она гладит его волосы.
Зрителям показывают флешбэк, где тётя Марта приветствует в своём доме выжившего после падения с лодки ребёнка. Выясняется, что настоящая Анджела — это ребёнок, погибший в результате несчастного случая, в то время как тётя Марта взяла на себя опеку над оставшимся в живых Питером, рассуждая, что, поскольку у неё уже есть сын, а она всегда хотела маленькую девочку, она должна воспитывать Питера как Анджелу.
Далее «Анджела» резко вскакивает на ноги, держа охотничий нож, а отрубленная голова Пола падает на песок. Потрясённый Ронни восклицает: «Как это может быть? Боже мой, она же мальчик!». Полностью обнажённый и окровавленный Питер/Анджела стоит перед испуганными Сьюзи и Ронни и издаёт рычащий звук.

## В ролях
- Фелисса Роуз — Анджела/Питер
- Джонатан Тирстен — Рикки
- Дезри Гулд — тётя Марта
- Карен Филдс — Джуди
- Кристофер Колле — Пол
- Майк Келлин — Мел
- Кэтрин Кэми — Мег
- Пол ДеАнджело — Ронни
- Том Ван Делл — Майк
- Лорис Саллахиан — Билли
- Джон Э. Данн — Кенни
- Вилли Кускин — Моцарт
- Оуэн Хьюз — Арти
- Роберт Эрл Джонс — Бен
- Сьюзэн Глейз — Сьюзи
- Фрэнк Трент Саладино — Джин
- Рик Эдрич — Джеф
- Фред Грин — Эдди
- Аллен Бретон — полицейский Фрэнк
- Майкл С. Махон — Хэл
- Джон Черчилль — доктор
- Дэн Турси — Джон
- Джеймс Парадайз — Ленни
- Пол Поланд — Крейг
- Элисон Морд — Мэри Энн
- Кэрол Робинсон — Долорес
- Брэм Хэнд — Скотт
- Брэд Франкель — Джой
- Ди Ди Фридман — Мэри
- Джули Делисио — Бетси
- Майкл Лерман — Грег
- Лиза Баклер — Лесли
- Колетт Ли Коркоран — юная Анджела
- Фрэнк Соррентино — юный Питер
- Тим Кларк — мальчик (в титрах не указан)
- Помощники повара — Гленн-Томас Форд и Майк Татосян (в титрах не указаны)

## Создатели фильма
- Режиссёр — Роберт Хилцик
- Сценарий — Роберт Хилцик
- Продюсеры — Джерри Силва, Мишель Татосян, Роберт Хилцик (исполнительный)
- Оператор — Бенжамин Дэвис
- Композитор — Эдвард Белоус
- Художники — Уильям Биловит (постановщик), Джоан Брокшмидт, Эллен Хопкинс, Хорхе Луис Торо, Айлин Сьефф Строуп (по костюмам)
- Монтаж — Рон Калиш, Шэрин Л. Росс
- Мастер по гриму и эффектам — Эдвард Френч

## Производство
При работе над сценарием Хилцик в первую очередь написал начало и финал истории, а уже потом сюжет начал обрастать деталями. По ходу съёмок фильма сценарий менялся буквально на ходу, так например по сценарию в конце фильма Рикки должен был умереть от рук Мела, но когда снимали данную сцену режиссёр посчитал, что Рикки должен выжить. Джонатан Тирстен получил роль Рикки после того как режиссёр на прослушивании попросил того выругаться. Изначально роль Джуди должна была достаться Джейн Краковски, потому что режиссёру казалось, что это подходящая роль для блондинки. В фильме есть краткий кадр, демонстрирующий, как Анджела на дискотеке сидит, глядя перед собой, и ест шоколадку — именно такую позу Роберт Хилцик просил кандидаток принять на прослушивании на роль Анджелы. Утверждённая на её роль Фелисса Роуз получила за съёмки 5000 долларов.
Съёмки фильма проходили в Аргайле, штат Нью-Йорк, недалеко от озера Саммит, в лагере, ранее известном как Camp Algonquin. В одном из интервью сценарист и режиссёр Роберт Хилцик сказал, что он посещал этот лагерь в детстве. Фильм был снят за пять недель, начиная с сентября 1982 года и заканчивая октябрём того же года, с бюджетом в 350 000 долларов. Из за того на момент съёмок была осень, а действие фильма должно происходить летом, съёмочной группе пришлось разбрызгивать зелёную краску по траве и листьям деревьев. Полиция Хадсон-Фоллз разрешила Аллену Бретону использовать для фильма одну из своих настоящих полицейских униформ. До начала съёмок фильм был раскадрован, но после первого дня съёмок команда уже отставала от графика. Таким образом, раскадровки не стали использовать и их выбросили. Во время съёмок с переворачивающейся лодкой Джон Данн, исполняющий роль Кенни разрезал верхнюю часть руки об острый камень на дне озера и его пришлось везти в больницу. Когда снималась сцена где парни раздеваются и прыгают в воду Лорис Саллахиан отказался выполнять указания режиссёра и ушёл со съёмочной площадки. Роберту Хилцику пришлось наедине провести беседу с актёром и уговорить его сняться. На съёмках к Вилли Кускину, так же как и к его персонажу в фильме Моцарту, задирался один из актёров, и однажды ситуация даже дошла до того, что Фрэнку Тренту Саладино пришлось вмешаться и разнимать парней. После того как фильм вышел в прокат, появились слухи о том, что существует более длинная версия фильма, а для кинотеатров сцены убийств были урезаны. На одной из встреч с фанатами режиссёр уверил зрителей в том, что из фильма ничего не было вырезано и фильм вышел ровно таким как и задумывалось изначально.
В отличие от многих других фильмов своего времени, в которых роли подростков исполнялись актёрами более старшего возраста, подростков в «Спящий лагерь» играли в основном реальные подростки.

### Грим и визуальные эффекты
Визуальными эффектами и гримом в фильме занимался Эдвард Френч, который так же работал над такими фильмами как «Терминатор 2: Судный день» и «Звёздный путь 6: Неоткрытая страна» за работу над которым был номинирован на «Оскар». «Спящий лагерь» стал для Френча одним из первых крупных проектов в карьере. При работе над финальной сценой фильма Френч сделал слепок с лица Фелиссы Роуз, с которого в дальнейшем была сделана маска. В этой сцене снялся полностью обнажённый некий студент колледжа, который пожелал остаться неизвестным, у него на лицо была надета маска в виде лица Роуз. Для сцены ему пришлось полностью побрить тело, студент очень нервничал и потому перед съёмками напился пива.
Руки убийцы и его прочие части тела во всех сценах убийств принадлежали Джонатану Тирстену, игравшему Рикки. Аналогично если внимательно посмотреть сцену, когда убийца первый раз фронтально показан зрителю (в виде силуэта в дверном проёме перед убийством Джуди), то видно, что это Тирстен в парике (его же он носил и в сцене убийства Кенни). Всё это было сделано специально для того, чтобы как можно лучше запутать зрителей относительно личности убийцы — руки Тирстена были мускулистыми с проступающими венами, из-за чего у зрителей создаётся стойкое впечатление, что убийца является парнем. Не последнюю роль в этом играла сюжетная линия, где директор лагеря Мел подозревает Рикки в убийствах. Так же в контракте Фелиссы Роуз было прописано, что она не будет совершать никаких убийств на экране.
Во время съёмок Фелисса Роуз носила специальный бюстгальтер, который создавал эффект маленькой груди.

## Релиз
Фильм вышел в ограниченный прокат 18 ноября 1983 года. По данным Американского института киноискусства, премьера фильма состоялась в Лос-Анджелесе следующей весной, 25 мая 1984 года. В августе 1984 года журнал Box review сообщил, что кассовые сборы за первую неделю в пятнадцати кинотеатрах Лос-Анджелеса, штат Калифорния, составили 90 000 долларов. За всё время проката фильм собрал 11 000 000 долларов.

### Реакция критиков

#### Отзывы современников
Фильм часто сравнивали в другой знаменитой франшизой фильмов ужасов «Пятница 13-е», из-за схожего места действия, структуры сценария и представления убийцы. Рецензия в журнале The Courier-Journal характеризовала фильм как «малобюджетный слэшер по шаблону «Пятницы 13-е» с подростковым беспорядком в летнем лагере.» В газете The Star-News фильм был назван «безвкусной картиной о таинственных убийствах в летнем детском лагере, в которой непристойно сочетаются обезглавливание, поножовщина, половозрелые импульсы, гомосексуализм и трансвестизм с актёрским составом младших классов средней школы.» The News-Press назвала фильм «потрясающе хорошим слэшером, если вы используете относительно хорошую первую «Пятницу 13-е» в качестве примера... это просто ещё один сумасшедший убийца, преследующий молодых летних кемперов. Но на этот раз, есть несколько убийств с действительно творческим подходом и интересных поворотов сюжета.»

#### Отзывы в наше время
Агрегатор рецензий Rotten Tomatoes дал картине рейтинг в 82%, основываясь на 22 обзорах, со средней оценкой 6,55/10. Критики единодушны в том, что: «Спящий лагерь это стандартный подростковый слэшер, возвышенный странными моментами в духе Джона Уотерса и извращённой концовкой.» Агрегатор рецензий Metacritic дал фильму 58 баллов из 100 возможных на базе 4 рецензий и 7,5 баллов на основе пользовательских рецензий.
Сайт Bloody Disgusting дал фильму положительный отзыв, отдельно похвалив актёрскую игру Фелиссы Роуз и неожиданный финал картины, назвав его «одним из самых шокирующих, возможно со времён «Психо» Хичкока.» AllMovie написала в своём отзыве на фильм: «В то время как большая часть сексуальной путаницы в истории связанной с гендером, в конечном итоге наполовину непродуманна, «Спящий лагерь» достаточно отличается, что гарантирует обязательный просмотр для любителей жанра.»
За прошедшие годы фильм приобрёл культовый статус среди поклонников жанра слэшер и получил критическую переоценку. Киновед Пашилк назвал этот фильм «исключительно плохим фильмом, но очень хорошим слэшером.» Киновед Томас Сипос писал: «[фильм] кажется странным из-за его контрастных актёрских стилей. Большая часть актёрского состава выступает в натуралистической манере, в то время как исполнение Дезри Гулд в роли тёти Марты поразительно стилистично: в целом переигрывает вплоть до карикатуры.»
В своей книге The Pleasure and Pain of Cult Horror Films: An Historical Survey (2009) Бартломей Пашилк охарактеризовал «Спящий лагерь» как «возведение детей на позицию главного героя фильма, становится хитрой метафорой невыразимых болей и тревог взросления.» Далее он прокомментировал посыл фильма: «эпифанический финал уводит «Спящий лагерь» ещё дальше от подобных «Пятнице 13-е» фильмов, ближе к таким «слэшерам с изюминкой» 1980-х годов, как «С днём рождения меня» (1981) и «Первое апреля — день дураков» (1986); но фильм Хилцика идёт ещё дальше: в этом случае развязка не просто добавляет новое измерение ко всему, что мы видели до этого момента, но она проникает глубоко в наши умы и остаётся с нами навсегда.»
Фильм был показан в 48-м эпизоде подкаста «Как это было сделано?», где ведущие Пол Шир, Джейсон Мандзукас, Джун Дайан Рафаэль и приглашённый ведущий Зак Перлман старались разобрать вступительные сцены фильма из-за неоднозначных отношений показанных в самом начале. Позже Шир вспоминал, что это был самый ожидаемый фанатами фильм.

## Издание на носителях
Anchor Bay Entertainment выпустили в Америке фильм на DVD 8 августа 2000 года. Anchor Bay переиздали этот диск как часть четырёхдискового набора под названием The Sleepaway Camp Survival Kit 20 августа 2002 года, который также содержал два сиквела фильма, а также бонусный диск с кадрами из незаконченного четвёртого сиквела. Это издание, на обложке которого был изображён медицинский Красный Крест, было снято с продажи в конце 2002 года. После того, как Красный Крест подал жалобу на Anchor Bay, впоследствии компания изменила дизайн коробки удалив логотип красного креста. Scream Factory выпустили коллекционное издание фильма на Blu-ray 27 мая 2014 года. Этот релиз содержит 2K-скан оригинального негатива плёнки, и этот релиз также имеет оригинальную необрезанную версии плёнки, в отличие от DVD, выпущенного Anchor Bay.
В 1984 году на видеокассетах была выпущена версия фильма, отличная от той, которую выпустили Anchor Bay. В версии на видеокассетах две сцены идут на несколько секунд дольше, чем в отреставрированной версии. Одной из сцен является крупный план головы мёртвого Кенни, в ней видно как змея появляется из рта и выползает полностью, тогда как в отреставрированной версии фильма эта сцена сокращена, в ней изначально змея уже торчит из рта. Вторая сцена которая на видеокассете была слегка длиннее, это ночная сцена в которой парни раздеваются до гола и прыгают в озеро.
В России фильм официально не издавался.

## Сиквелы
В конце 1980-х годов Хилцик продал права на последующие фильмы серии «Спящий лагерь», в результате чего Майкл Симпсон снял два продолжения: «Спящий лагерь 2: Несчастные кемперы» (1988) и «Спящий лагерь 3: Безлюдная территория» (1989). В них Анджела (теперь её играет младшая сестра Брюса Спрингстина Памела Спрингстин) вновь появляется в соседнем летнем лагере, но на этот раз она выдаёт себя за вожатого лагеря, а так же она сменила пол на женский. Теперь она мучает и убивает любого, кто плохо себя ведёт или раздражает её, так же явно испытывает удовольствие от своих действий. Эти фильмы имели более сатирический и комический оттенок, чем оригинал.
В начале 1990-х режиссёр Джим Маркович начал работу над очередным сиквелом, под названием «Спящий лагерь 4: Выживший», но работа над фильмом так и не было завершена. В 2002 году отснятые сцены были выпущены в виде эксклюзивного четвёртого диска в коллекционном издании The Sleepaway Camp Survival Kit от компании Anchor Bay. В 2012 году фильм был завершён с использованием архивных кадров из первых трёх фильмов и выпущен на DVD и Amazon Video.
Пятый фильм, «Возвращение в Спящий лагерь», был закончен в 2003 году, но работа над визуальными эффектами не была завершена. Режиссёром выступил Роберт Хилцик, режиссёр оригинального фильма 1983 года. Из статьи в журнале Fangoria известно, что цифровые эффекты переделывались с 2006 по 2008 год. Сразу по завершении работы, фильм был выпущен в 2008 году.
Также было объявлено, что в работе находится якобы заключительный фильм серии «Спящий лагерь», получивший название Sleepaway Camp Reunion 3D. Прокатом должна была заниматься компания Magnolia Pictures. Создатель оригинала Роберт Хилцик, который восстановил права на франшизу, заявил, что снимет фильм, если его бюджет будет удовлетворительным. Однако позже Хилцик и продюсер "Возвращения в Спящий лагерь" Джефф Хейз объявили о начале работы над перезагрузкой, которая сохранит ключевых персонажей и элементы оригинального фильма с дополнительными сюжетными элементами и дозой модернизации. По состоянию на лето 2014 года Хилцик занимался правками сценария. Кроме того, Майкл Симпсон, режиссёр фильмов «Спящий лагерь 2: Несчастные кемперы» и «Спящий лагерь 3: Безлюдная территория», написал сценарий для следующего фильма под названием Sleepaway Camp: Berserk.
Документальный фильм по этой серии, озаглавленный Angela: The Official Sleepaway Camp Documentary, в настоящее время находится в стадии предварительной подготовки, а Фелисса Роуз является исполнительным продюсером.